# Ludvig III av Bayern
Ludvig III av Bayern (ty. Ludwig III.), född den 7 januari 1845 i München, död den 18 oktober 1921 på slottet Nádasdy i Sárvár i Ungern, var 1913–1918 den siste kungen av Bayern.

## Prinstiden
Ludvig var son till prinsregenten Luitpold av Bayern (1821-1912) och dennes hustru prinsessan Augusta av Toscana (1825-1864). Ludvig studerade som ung filosofi, historia, juridik och nationalekonomi vid Münchens Ludwig-Maximilian-universitet. Vid 18 års ålder blev han 1863 medlem av det bayerska riksrådet. I Tyska enhetskriget 1866 deltog Ludvig som officer och sårades under detta krigs avslutande fälttåg vid Helmstadt den 25 juni.

## Prinsregent och kung
Efter sin fars död 1912 efterträdde han denne som prinsregent för sin kusin, den sinnessjuke Otto I av Bayern. En författningsändring påföljande år gjorde honom den 5 november 1913 till kung (ehuru även Otto formellt fick behålla denna titel livet ut). Som monark visade Ludvig inte minst ett stort intresse för jordbruksfrågor. Generellt var han politiskt konservativ och varmt katolsk. Under första världskriget gjorde han expansionistiska anspråk.
Under den allmänna revolutionära stämningen under krigsslutet utropade den socialistiske politikern Kurt Eisner den 7 november 1918 "Fristaten Bayern" och förklarade Ludvig därmed avsatt som kung. Den kungliga familjen flydde München i bil, till slottet Wildenwart , 8 mil sydost om huvudstaden. Den 13 november undertecknade Ludvig ett dokument som löste såväl civila som militära underlydande från deras trohetsed, något som i praktiken betraktades som hans abdikation.

## Efter abdikationen
Sina återstående år tillbringade Ludvig delvis i exil, först i Österrike, senare även i Liechtenstein och Schweiz. 1920 återvände han dock till Bayern och bosatte sig där på slottet Wildenwart. Han avled dock under en vistelse på det ungerska slottet Nádasdy, som han ärvt efter sin hustru. Båda makarna gavs en statsbegravning i katedralen i München.

## Familj
Ludvig var sedan den 20 februari 1868 gift med Maria Theresia av Habsburg-Este (1849-1919), dotter till ärkehertig Ferdinand av Österrike-Este. De fick följande barn:
1. Rupprecht av Bayern (1869-1955; kronprins)
2. Adelgunde av Bayern (1870-1958), gift 1915 med furst Wilhelm av Hohenzollern-Sigmaringen (1864-1927)
3. Maria av Bayern (1872-1954), gift med Ferdinand, hertig av Calabrien (1869-1960)
4. Karl Maria Luitpold av Bayern (1874-1927)
5. Franz Maria Luitpold av Bayern (1875-1957) , gift med prinsessan Isabella von Croy (1890-1982)
6. Mathilde av Bayern (1877-1906), gift med Ludwig av Sachsen-Coburg-Gotha (1870-1942)
7. Wolfgang av Bayern (1879-1895)
8. Hildegard av Bayern (1881-1948)
9. Notburga av Bayern (1883-1883)
10. Wiltrude av Bayern (1884-1975)
11. Helmtrud av Bayern (1886-1977)
12. Dietlinde av Bayern (1888-1889)
13. Gundelinde av Bayern (1891-1983)

## Utmärkelser
- Riddare av Gyllene skinnets orden
- Sankt Stefansorden
- Militärförtjänstkorset
- Malteserorden
- Sankt Henriks militärorden
- Rutkroneorden
- Annunziataorden
- Sankt Georgsorden
- Kungliga Serafimerorden
- Storkorsriddare av Italienska kronorden
- Bayerska Ludvigsorden
- Riddare av Sankt Mauritius och Sankt Lazarusorden
- Württembergska kronorden
- Maximiliansorden för konst och vetenskap
- Andreasorden
- Sankt Alexander Nevskij-orden
- Svarta örns orden
- Riddare med storkors av Maria-Teresiaorden
- Pour le Mérite
- Sankt Hubertusorden
- Bayerska kronorden
- Max-Josefsorden
- Bayerska militärförtjänstorden
- Bayerska Sankt Mikaels förtjänstorden
- Hedersdoktor vid Münchens universitet

[Redigera Wikidata]